# Rathenow
Rathenow [ˈʁaːtənoː] est une ville allemande située dans l'ouest du Land de Brandebourg. Elle est le chef-lieu de l'arrondissement du Pays de la Havel. Bordée par la Havel, la municipalité est peuplée d'environ 24 063 habitants (2021).

## Géographie
La ville se situe à environ 70 kilomètres à l'ouest de Berlin, près de la frontière de l'arrondissement du Pays de la Havel (Havelland) avec le Land de Saxe-Anhalt. La Havel traverse la zone urbaine.

### Quartiers
En plus du centre-ville, le territoire communal comprend 5 localités :
| - Böhne - Göttlin - Grütz | - Semlin - Steckelsdorf |

### Transports
La gare de Rathenow est reliée à la LGV Hanovre - Berlin avec des embranchements vers Treuenbrietzen via Brandebourg-sur-la-Havel et Bad Belzig et vers Neustadt (Dosse). Elle est desservie par les trains Regional-Express et Regionalbahn.
La Bundesstraße 102 (Brandebourg–Neustadt) et la Bundesstraße 188 (Stendal–Friesack) se croisent au sud de la ville. 

## Histoire
| Appartenances historiques Marche de Brandebourg 1157-1806 Royaume de Prusse (Province de Brandebourg) 1806–1918 République de Weimar 1918–1933 Reich allemand 1933–1945 Allemagne occupée 1945–1949 République démocratique allemande 1949–1990 Allemagne 1990–présent |

La région sur la Havel était déjà peuplée aux temps préhistoriques. Le premier noyau de la ville d'aujourd'hui surgit sur le site d'un fort des Slaves (gard) situé près d'un gué sur la rive ouest de la Havel. Après la fondation de la marche de Brandebourg en 1157, le lieu de Ratenowe fut mentionné pour la première fois dans un acte du 28 décembre 1218, délivré par l'évêque de Brandebourg. Une église paroissiale est documentée depuis les années 1220. Rathenow a reçu sa reconnaissance officielle en tant que ville par le margrave Othon IV de Brandebourg en 1295.
Dans les temps modernes, la ville fut ravagée par les décennies de la guerre de Trente Ans. Après l'invasion militaire du Brandebourg par les forces de l'Empire suédois pendant la guerre de Scanie, l'électeur Frédéric Guillaume Ier et son maréchal Georg von Derfflinger y remportaient une victoire sur les envahisseurs le 25 juin 1675 ; trois jours plus tard, les Suédois furent battus à la bataille de Fehrbellin.
Dans les premières années de l'industrialisation, la ville devint un nouveau centre de nombreuses entreprises optiques et également des briqueteries. Après le guerres napoléoniennes et le congrès de Vienne, Rathenow fut incorporée dans le district de Potsdam au sein de la province de Brandebourg.
Pendant la Seconde Guerre mondiale, Rathenow était le site d'une annexe du camp de concentration d'Oranienbourg-Sachsenhausen où les détenus étaient soumis au travail forcé dans la fabrique d'avions Arado et dans bien d'autres entreprises. En 1941, le prêtre catholique August Froehlich, curé de la paroisse Saint-Georges de Rathenow, écrit deux fois des lettres à la direction des usines optiques Emil Busch AG dans lesquelles il intercède pour les prisonniers polonais qui ont été embauchés dans cette entreprise. Après que la direction de l'usine informe la Gestapo de ces lettres, Froehlich est arrêté puis transporté au camp de concentration de Dachau, où les mauvais traitements causent sa mort. 
On prétend qu'après la guerre, en 1946, les restes d'Adolf Hitler, de sa compagne Eva Braun, ainsi que du couple Goebbels avec leurs six enfants, ainsi que du général Hans Krebs, tous suicidés lors de la chute de Berlin, en mai 1945, ont été transférés par les Soviétiques pour être inhumés clandestinement dans un champ ou une forêt, à un kilomètre à l'est, près du village de Neu Friedrichsdorf. En 1970, les restes des dépouilles auraient été exhumés sur ordre du KGB, pour être brûlés, les cendres ayant été ensuite déversées dans l'Elbe, à quelques kilomètres de là.

## Monuments

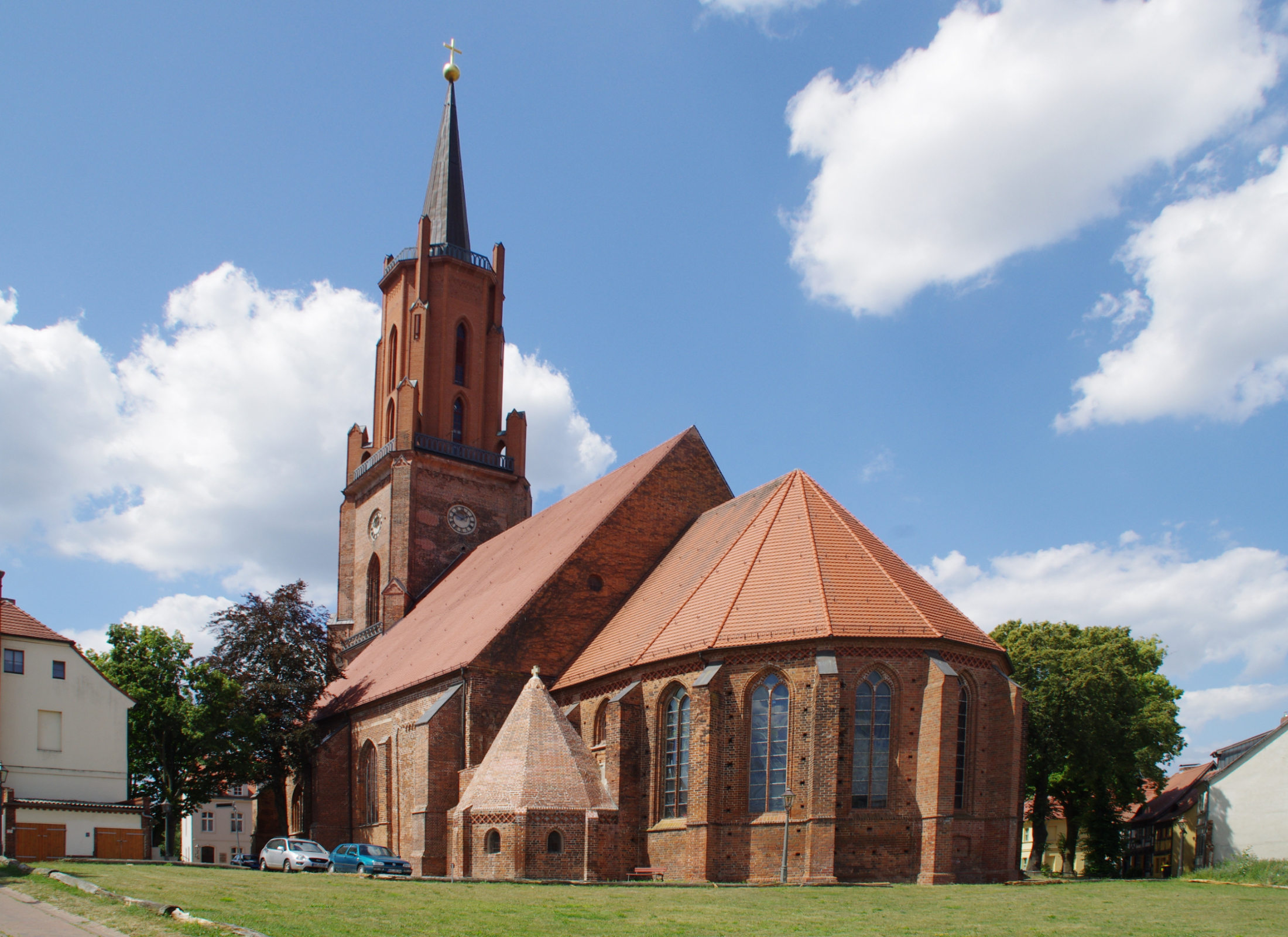
L'église luthérienne Sainte-Marie-Saint-André.

- L'église protestante Sainte-Marie et Saint-André, à l'origine une basilique. Elle fut reconstruite en style gothique entre 1517 et 1589.
- L'église catholique Saint-Georges.
- La tour de Bismarck.

## Jumelage
- Rendsburg (Allemagne) depuis 1990[1]
- Złotów (Pologne)

## Personnalités liées à la commune
- Gustave-Hermann d'Alvensleben (1827-1905), général ;
- Joachim Mrugowsky (1905-1948), médecin nazi ;
- Immo Stabreit (né en 1933), diplomate ;
- Bernd Rabehl (né en 1938), sociologue ;
- Rosemarie Köhn (1939-2022), théologienne et pasteur de l'Église de Norvège, évêque de Hamar de 1993 à 2006 ;
- Jörg Freimuth (né en 1961), athlète ;
- Uwe Freimuth (né en 1961), athlète ;
- Kerstin Köppen (née en 1967), rameuse d'aviron ;
- Jörg Heinrich (né en 1969), footballeur.